# Vantinge Sogn
Vantinge Sogn er et sogn i Midtfyn Provsti (Fyens Stift).
I 1800-tallet var Vantinge Sogn anneks til Espe Sogn. Begge sogne hørte til Sallinge Herred i Svendborg Amt. Espe-Vantinge sognekommune blev senere delt, så hvert sogn dannede sin egen sognekommune. Ved kommunalreformen i 1970 blev både Espe og Vantinge indlemmet i Ringe Kommune, der ved strukturreformen i 2007 indgik i Faaborg-Midtfyn Kommune.
I Vantinge Sogn ligger Vantinge Kirke.
I sognet findes følgende autoriserede stednavne:
- Præstebrogyden (bebyggelse)
- Vantinge (bebyggelse, ejerlav)